# Angelo Orazi
Angelo Orazi (Spoleto, 12 settembre 1951) è un allenatore di calcio ed ex calciatore italiano, di ruolo centrocampista.

## Carriera

### Giocatore
Dopo un anno di militanza nello Spoleto, Orazi approdò in Serie A nelle file della Roma, dove fece due fugaci apparizioni nel 1968-1969. La società giallorossa lo cedette diciottenne all'Hellas Verona, dove disputò 3 stagioni da titolare, sempre centrando l'obiettivo salvezza, e mettendosi in evidenza anche come marcatore (7 gol tra campionato e coppa Italia nella stagione 1971-1972). 
Ritornato alla Roma, rimase in giallorosso per tre anni entrando anche nel giro azzurro. Un infortunio al ginocchio, causato da un contrasto di gioco con il compianto giocatore della Lazio Luciano Re Cecconi, gli impedì di far parte del listone dei 40 convocabili per i mondiali di Germania 1974.
Nel 1976-1977, abbandonata la capitale, si trasferì al Pescara partecipando alla prima promozione in Serie A della squadra abruzzese. Di seguito giocò con Catanzaro e Udinese.
In carriera ha totalizzato complessivamente 292 presenze e 19 reti in Serie A e 33 presenze e 4 reti in Serie B.

### Allenatore
Concluse la carriera in Serie C2 nel Civitavecchia Calcio allenato da Trebiciani per intraprendere poi la via della panchina guidando Cynthia Genzano, Campania, Ternana, Giarre Calcio, Ascoli, Savoia, Atletico Catania, Avezzano, Chieti, Marsala e Lodigiani, ma soprattutto Palermo vincendo una Coppa Italia di Serie C nel 1993. Nel 2001 -2002 è nuovamente alla Lodigiani. In seguito ha collaborato con la Roma in qualità di visionatore per la prima squadra.

## Palmarès

### Giocatore
- Coppa Italia: 1

Roma: 1968-1969

### Allenatore
- Campionato italiano Serie C1: 1

Palermo: 1992-1993
- Coppa Italia Serie C: 1

Palermo: 1992-1993
- Campionato Interregionale: 1

Cynthia: 1987-1988